# Pagnafangum lanszangi király
Pagnafangum (Pagna Fa Ngum) (Szuva, 1316 – Nan, 1393), a laoszi Lanszang (Lan Szang) királyság létrehozója és első uralkodója volt 1353-tól 1371-ig.

## Élete
Pagnafangum Souvanna Khamphong unokája volt, aki Xieng Dong Xieng Thong uralkodója, és Khun Lo leszármazottja volt. Gyermekként Angkorba vitték apjával együtt, mivel állítólag apja elcsábította Souvanna Khamphong egyik ágyasát. Egy khmer hercegnőt vett feleségül, majd egy 10 000 fős hadsereggel elindult a mai Laosz, Vietnám és Kambodzsa által lefedett terület meghódítására. 
1350-51-ben meghódította Nghe Ant és Vinht, a Vörös- és a Fekete-folyó völgyét. 1352 és 1354 között Muang Sing, Muang Huom, Xieng Hung, Pak Ou és Pak Bengkerült uralma alá. 1353-ban vívta legfontosabb csatáját nagybátyja ellen, amit megnyert. A meghódított területeken létrehozta a Lan Szang királyságot.
1373-ban a királyi udvar száműzte, és fia Sansenthai került hatalomra. 1393-ban halt meg. Nevéhez fűződik a théraváda buddhizmus bevezetése a mai Laosz területén.

## Külső hivatkozások
- Christopher Buyers/The Royal Ark/Lan Xan/The Khun Lo Dynasty – 2010. szeptember 25.